# Bordy Margit
Bordy Margit (Unoka, 1944. október 17. –) erdélyi magyar festőművész, költő.

## Életpályája
1970-ben végzett a kolozsvári Ion Andreescu Képzőművészeti Főiskola kerámia szakán. A kolozsvári Báthory István Elméleti Líceum rajztanára volt, 2000-ben innen vonult nyugdíjba.

## Munkássága
A festészeten kívül versírással és rajzoktatással is foglalkozott. Több romániai és külföldi egyéni és csoportos kiállításon vett részt. Budapesten, Makón, Zalaegerszegen, Gyergyószárhegyen, Nagybányán, Szentendrén, Homoródszentmártonban, Zsobokon, Mezőmadarason szervezett művésztáborok résztvevője volt.

## Könyvei
- Hét fehér, Kriterion Könyvkiadó, Bukarest, 1981
- Erdélyi költőnők (saját illusztrációkkal), 2006
- Ahol nem pihen madarak szárnycsapása, Kriterion Könyvkiadó, Kolozsvár, 2007. ISBN 9789732608715

## Díjai, elismerései
- Királyhágómelléki Református Egyházkerület díszoklevele (a nagybányai festőtelepen kifejtett művészeti tevékenységért), 2004
- Szentendrei Művésztelep ösztöndíja, 2005
- Makó Városháza díja a makói művésztelepen kifejtett munkásságért, 2007
- Székely Bertalan-díj, Erdélyi Magyar Művészpedagógusok Egyesülete, 2012
- Szolnay Sándor-díj, EMKE, 2019